# Adult/Child
Adult/Child (a volte reso graficamente come Adult Child) è un album bootleg del gruppo musicale statunitense The Beach Boys, prodotto agli inizi del 1977 ma rimasto inedito. Simile al disco che lo aveva preceduto, The Beach Boys Love You, l'album è essenzialmente un disco solista semiautobiografico di Brian Wilson, il principale autore e produttore della band. Il titolo si riferisce a una teoria secondo cui la personalità di un individuo può essere divisa in modalità di pensiero "adulto" e "bambino"

## Descrizione
Adult/Child è composto da sette nuove canzoni originali, quattro delle quali presentano arrangiamenti orchestrali di Dick Reynolds, insieme a cinque brani più vecchi che erano stati scartati da album precedenti. I temi trattati spaziano da diete sane ed esercizio fisico alla depilazione delle gambe da maschiaccio e all'attesa in coda al cinema. Alcuni brani, tra cui It's Over Now e Still I Dream of It, furono originariamente scritti per essere incisi da cantanti come Frank Sinatra.
Inizialmente prevista per il settembre 1977, la pubblicazione fu bocciata dai compagni di band di Wilson, Mike Love e Al Jardine, che ritenevano il disco troppo insolito per avere potenziale commerciale. Al suo posto, il gruppo pubblicò M.I.U. Album, che includeva un brano in comune con Adult/Child, Hey Little Tomboy, seppur in una versione rimaneggiata. Altri brani di Adult/Child furono pubblicati nel cofanetto Good Vibrations: Thirty Years of The Beach Boys del 1993.
Alcuni commentatori hanno descritto Adult/Child come un toccante riflesso della travagliata vita personale di Wilson, sebbene abbia anche suscitato elogi per la sua qualità umoristica e idiosincratica. L'album completo rimane inedito, ma circola ampiamente tramite bootleg e caricamenti non autorizzati su YouTube. Una versione ufficiale sarà inclusa in un prossimo cofanetto contenente le sessioni di registrazione degli album Love You e M.I.U, secondo quanto riferito da Al Jardine.

### Origine

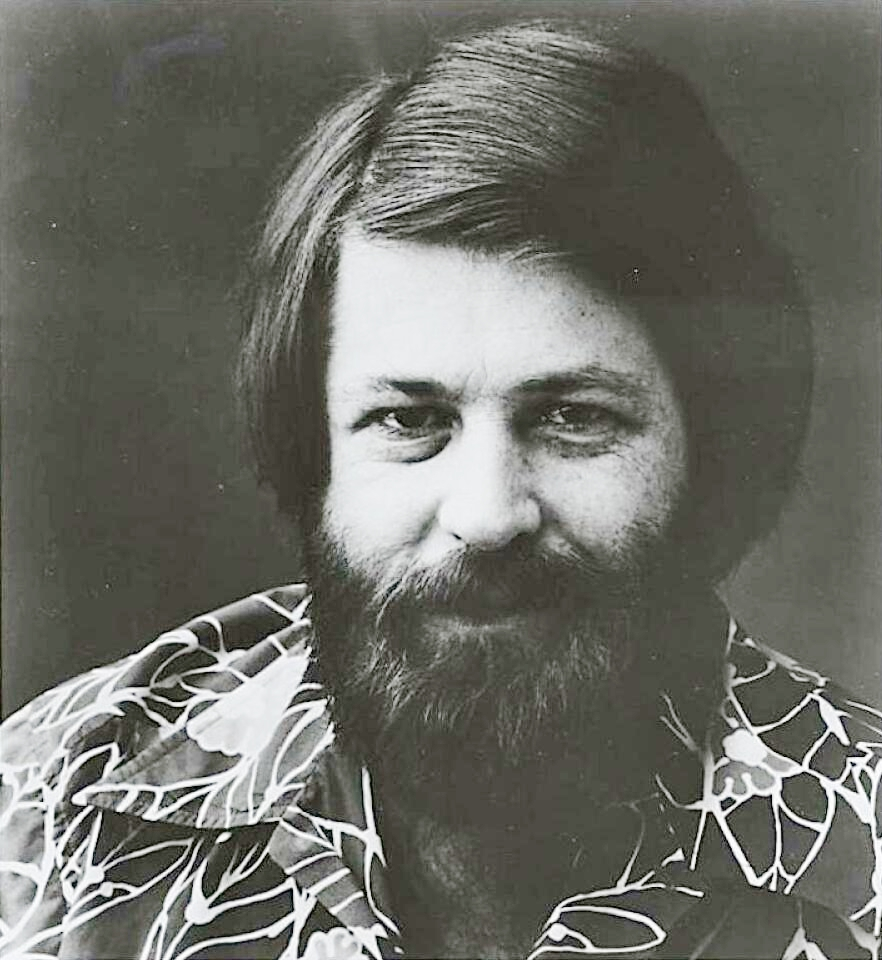
Brian Wilson nel 1979

Alla fine del 1976, Brian Wilson aveva prodotto Love You (pubblicato nell'aprile 1977), dopo di che passò immediatamente alla produzione di quello che divenne Adult/Child. Lo storico della musica Keith Badman scrisse che Wilson "avrebbe iniziato il nuovo album su insistenza del suo ex dottore", Eugene Landy, che era stato sollevato dal suo incarico nel dicembre 1976. Le memorie di Wilson del 2016, I Am Brian Wilson, attribuiscono il titolo dell'album a Landy: «Intendeva dire che ci sono sempre due parti di una personalità, sempre un adulto che vuole essere al comando e un bambino che vuole essere accudito, sempre un adulto che pensa di conoscere le regole e un bambino che le sta imparando e le sta mettendo alla prova».
Adult/Child sarebbe dovuto essere il loro ultimo disco su etichetta Reprise, una sussidiaria della Warner Bros. Records. All'inizio dell'anno, il manager della band Stephen Love aveva organizzato le trattative per il passaggio della band alla CBS Records una volta adempiuti gli obblighi nei confronti della Warner. Problemi relativi alla registrazione dei contratti della band ed altri aspetti della loro gestione tormentarono il gruppo per il resto dell'anno.

### Stile e produzione
Adult/Child fu registrato in gran parte dal 9 febbraio al 3 giugno 1977 presso i Brother Studios di proprietà della band a Santa Monica. Le canzoni presentano principalmente Brian con i suoi fratelli Dennis e Carl; i contributi di Al Jardine e Mike Love sono limitati alle registrazioni di sessioni precedenti. Dennis registrò il suo album solista Pacific Ocean Blue nel bel mezzo delle sessioni di Adult/Child nel medesimo studio. Love e Jardine erano rispettivamente occupati in Svizzera e a Big Sur, e quindi furono raramente presenti alle sedute. Earle Mankey, l'ingegnere del suono che aveva curato 15 Big Ones e Love You, tornò per le sessioni di Adult/Child.
Cinque delle dodici tracce che dovevano essere incluse in Adult/Child risalivano a precedenti sessioni di registrazione o erano state scartate da precedenti album dei Beach Boys. Games Two Can Play e H.E.L.P. Is On the Way erano outtakes di Sunflower (1970) e Surf's Up (1971), rispettivamente. Shortenin' Bread è una canzone folk tradizionale che Brian aveva inciso tra l'inizio e la metà degli anni '70 e presenta voci degli American Spring. Hey Little Tomboy e On Broadway erano outtakes di 15 Big Ones (1976).

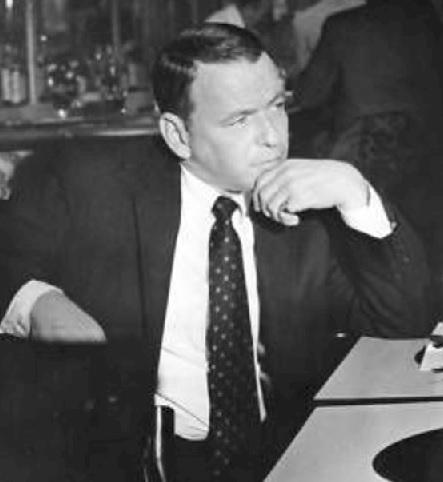
Alcune delle canzoni di Adult/Child erano state composte con in mente Frank Sinatra.

Wilson incaricò l'arrangiatore dei Four Freshmen Dick Reynolds, con cui aveva già lavorato per l'album di Natale del 1964 dei Beach Boys, di comporre le orchestrazioni per quattro tracce: Life is for the Living, It's Over Now, Still I Dream of It e Deep Purple. Secondo Stan Love, quando suo fratello Mike le sentì, si rivolse a Brian e gli chiese: «Che cazzo stai facendo?» Brian ricordava: «Mi ha detto che stavo scherzando, che non facevo sul serio. [...] Ho inciso una traccia con musica swing [...] e lui ha pensato che fossi pazzo. Mi ha chiesto: "Perché stai lì a cazzeggiare?". Ho risposto che stavo solo cercando di fare quello che mi piace, quello che penso sia adatto ai tempi che corrono».
Musicalmente, Adult/Child è incentrato in particolar modo sulle tastiere, con la voce di Brian, rovinata dalle sigarette, che fornisce la maggior parte del cantato principale. Dal punto di vista dei testi, i temi spaziano da diete sane ed esercizio fisico all'ecologia. Mankey affermò: "[Brian] stava cercando un obiettivo. Alcune delle nuove canzoni riflettono la sua situazione quotidiana, come Help Is On The Way. Il critico musicale Matthew Weiner l'ha definito "l'album di Brian Sinatra" o "l'album culinario di Brian", in cui "una canzone vede il recluso fissare allo specchio il suo corpo nudo e grassoccio – in un'altra, anela ad affogare i suoi dispiaceri in un buon pasto, con l'intera estetica sostanzialmente racchiusa in una fantastica interpretazione in stile Moog della canzone per bambini Shortenin' Bread.
La traccia di apertura, Life Is for the Living, inizia con i versi: «Life is for the living / Don't sit around on your ass smoking grass / That stuff went out a long time ago!» ("La vita è fatta per i vivi / Non stare seduto a fumare erba / Quella roba è finita da un pezzo!"). Frank Sinatra è citato direttamente nel testo di It's Over Now, una canzone che, insieme a Still I Dream of It, si dice fosse destinata a essere registrata da un cantante come lui.
Adult/Child venne mixato ed assemblato il 27 giugno 1977, pochi giorni dopo la cancellazione del programmato tour estivo europeo del gruppo, che li avrebbe visti eseguire brani di Adult/Child. Altri brani che la band registrò durante queste sessioni furono New England Waltz e una cover della hit del 1966 dello Spencer Davis Group Gimme Some Lovin'.

### Cancellazione

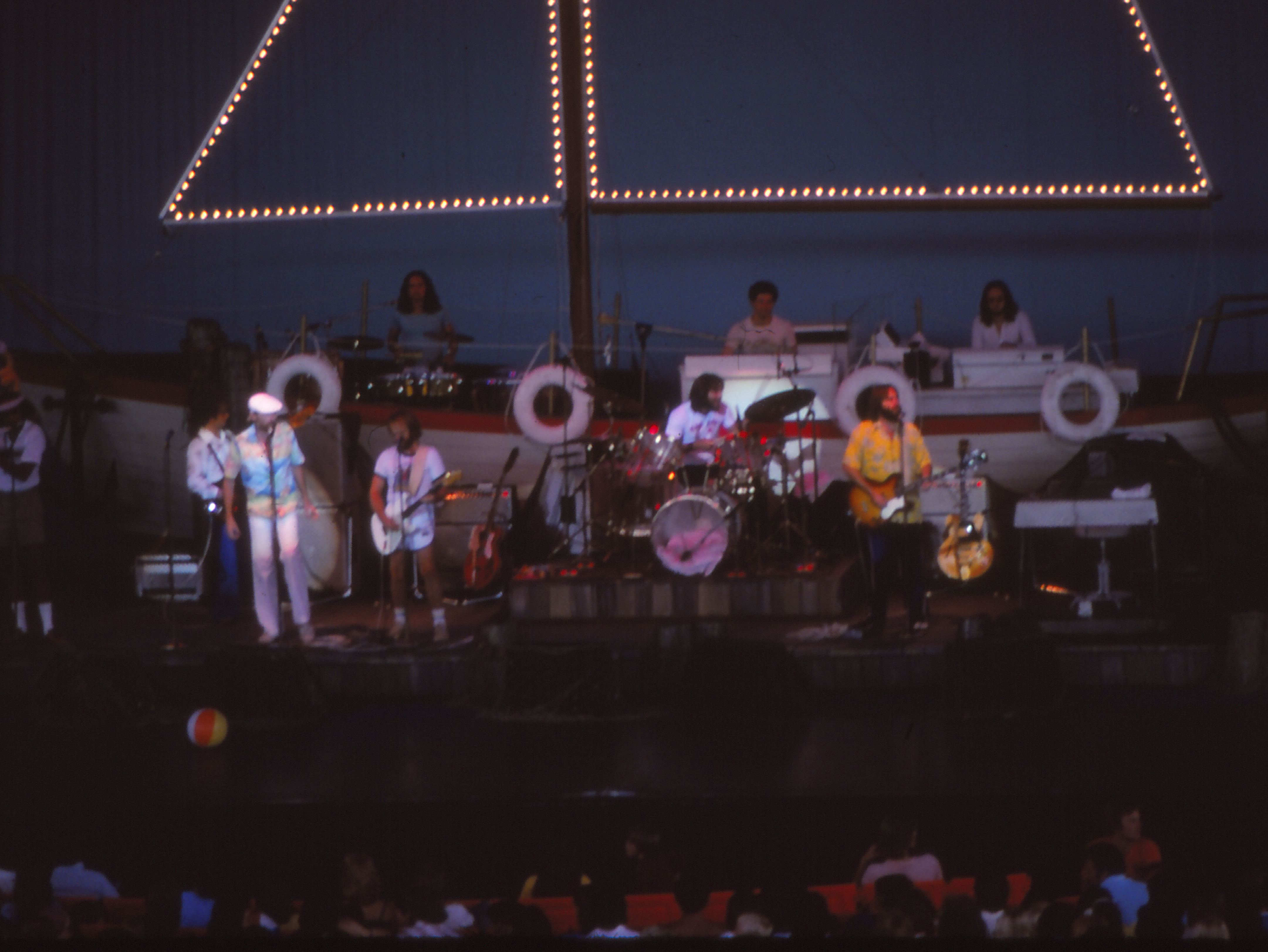
I Beach Boys sul palco nel 1978

Adult/Child fu ampiamente pubblicizzato come la prossima uscita discografica dei Beach Boys e la pubblicazione era prevista per il settembre 1977. Dennis disse a un reporter: «È l'album più strano che abbia mai sentito. La voce di Brian è la migliore che abbia mai sentito. Sono entusiasta del nuovo album, sarà davvero una sorpresa. Non so da dove arrivi, ma è positivo, di nuovo». Alla domanda se l'album fosse un "obbligo da contratto", Carl rispose: «No, Brian scrive grandi canzoni, più grandiose di Love You, con più musicisti».
Il biografo Keith Badman ipotizzò che l'album potesse essere stato accantonato perché il gruppo voleva conservare il materiale per un album successivo, o perché l'uscita era stata bloccata dalla Warner-Reprise o dai compagni di band di Wilson. Le memorie di Brian del 2016 confermano che i suoi compagni di band e la Warner Bros. non erano fiduciosi riguardo all'album. Tuttavia, secondo Dave Berson, un dirigente della Warner Bros., il contratto discografico della band non includeva una clausola che stabilisse che la Warner potesse rifiutare gli album proposti.
Il biografo Peter Ames Carlin, più preciso nella sua spiegazione per la mancata uscita dell'album, dice che, dopo il fallimento commerciale di Love You, i compagni di band di Wilson, in particolare Mike Love e Al Jardine, "dissero a Brian che le sue nuove canzoni erano troppo strane, troppo fuori dagli schemi, per piacere al mercato di massa [...] Da quel momento in poi avrebbero registrato e pubblicato la musica che i fan volevano sentire, e poiché erano loro in prima linea sul palco ogni sera, sarebbero stati loro a giudicare cosa sarebbe piaciuto o meno."

### Disponibilità
Sebbene ancora ufficialmente inedito, alcune delle canzoni dell'album sono state pubblicate in successivi album dei Beach Boys e raccolte.
- Una versione ri-registrata di Hey Little Tomboy apparve in M.I.U. Album (1978).[29]
- Una versione ri-registrata di Shortenin' Bread apparve in L.A. (Light Album) (1979).
- I missaggi originali di Adult/Child dei brani H.E.L.P. Is On the Way, Games Two Can Play, It's Over Now, e Still I Dream of It furono inclusi nel cofanetto Good Vibrations: Thirty Years of the Beach Boys del 1993.[28]
- Un nastro demo al pianoforte di Still I Dream of It fu incluso nell'album di Brian Wilson I Just Wasn't Made for These Times del 1995.[18]
- Un missaggio alternativo di It's Over Now fu incluso nella compilation Made in California del 2013.

L'album stesso circola ampiamente in registrazioni pirata sotto forma di bootleg e in caricamenti non autorizzati su YouTube. Life Is for the Living, Deep Purple, On Broadway, It's Trying to Say, Everybody Wants to Live, Lines e le versioni originali di Hey Little Tomboy e Shortenin' Bread restano ufficialmente inedite.

## Accoglienza critica
| Recensione      | Giudizio |
| --------------- | -------- |
| Stylus Magazine | B        |

Nella sua biografia della band The Beach Boys and the California Myth del 1978, David Leaf fu generalmente negativo nei confronti di Love You e Adult/Child, sebbene apprezzasse It's Over Now e Still I Dream of It, definendole "i brani più personali che Brian abbia registrato sin da 'Til I Die." Il musicologo Philip Lambert scrisse: "Tutte le canzoni di questa raccolta sono pezzi solidi, ma Still I Dream of It e It's Over Now sono particolarmente ispirate e si classificano tra i migliori lavori di Brian." Carlin definì Hey Little Tomboy come "la peggiore" delle canzoni di Adult/Child e "la più inquietante" della storia discografica dei Beach Boys.

Il collaboratore di Billboard Morgan Enos scrisse: "Un paio di brani reggono il confronto con qualsiasi ballata di Pet Sounds, e altri, come Hey! Little Tomboy con il suo sguardo inquietante verso una ragazza che butta via lo skateboard e si rade le gambe, riflettono principalmente il declino dello stato mentale di Wilson." Il critico musicale Robert Dayton descrisse Adult/Child come uno dei migliori dischi dei Beach Boys degli anni settanta. Dayton scrisse: 
Nel suo libro The Rough Guide to the Best Music You've Never Heard del 2008, Nigel Williamson lodò Adult/Child per il suo "fascino bizzarro e la sua sciocca imprevedibilità". Stylus Magazine incluse l'album in una lista intitolata Long Time Gone – The Classic Rock Lost Album Archetypes insieme ad altri lavori inediti dei Beach Boys come Smile, Landlocked e Bambu:

## Tracce
Lato 1
Testi e musiche di Brian Wilson, tranne dove indicato.
1. Life Is for the Living – 1:52 – voce solista: Carl Wilson e Brian Wilson
2. Hey Little Tomboy – 2:20 – voce solista: Mike Love, B. Wilson e C. Wilson
3. Deep Purple (Peter Derose, Mitchell Parish) – 2:24 – voce solista: B. Wilson
4. H.E.L.P. Is On the Way (B. Wilson, Love) – 2:30 – voce solista: Love
5. It's Over Now – 2:50 – voce solista: C. Wilson, B. Wilson e Marilyn Wilson
6. Everybody Wants to Live – 3:10 – voce solista: C. Wilson e B. Wilson

Lato 2
Testi e musiche di Brian Wilson, tranne dove indicato.
1. Shortenin' Bread (traditional, arrang. di B. Wilson) – 2:48 – voce solista: B. Wilson e C. Wilson
2. Lines – 1:44 – voce solista: B. Wilson e C. Wilson
3. On Broadway (Barry Mann, Cynthia Weil, Jerry Leiber e Mike Stoller) – 3:11 – voce solista: Al Jardine
4. Games Two Can Play – 2:01 – voce solista: B. Wilson
5. It's Trying to Say (alias Baseball's On) – 2:10 – voce solista: Dennis Wilson
6. Still I Dream of It – 3:26 – voce solista: B. Wilson

## Formazione[32][33]
The Beach Boys
- Brian Wilson - voce, organo Hammond, basso, batteria, tamburello, battito di mani, sintetizzatore Moog
- Mike Love - voce
- Al Jardine - voce, banjo
- Carl Wilson - voce, chitarra elettrica
- Dennis Wilson - voce

Musicisti aggiuntivi
- Bruce Johnston - voce
- Marilyn Wilson - voce
- Diane Rovell - voce
- Daryl Dragon - tack piano